# Méabh Deely
Pas d'image ? Cliquez ici

a Compétitions nationales et continentales officielles uniquement.

b Matchs officiels uniquement.
Dernière mise à jour le 3 janvier 2025.
Méabh Deely, née le 25 octobre 2000 à Ballinasloe (Irlande), est une joueuse internationale irlandaise de rugby à XV. Elle évolue au poste d'arrière. Elle est licenciée au Blackrock College RFC et représente la province du Connacht. Elle joue également avec les Clovers en Celtic Challenge.

## Biographie
Née le 25 octobre 2000 à Ballinasloe en Irlande, Méabh Deely commence la pratique du rugby à XV au Ballinasloe RFC, l'année de la création de l'école de rugby féminine. Elle pratique également le football gaélique. C'est quand elle est sélectionnée avec l'équipe des moins de 18 ans du Connacht puis l'équipe d'Irlande de rugby à sept des moins de 18 ans qu'elle décide de se consacrer exclusivement au rugby.[réf. nécessaire]
En 2019, à seulement 18 ans, elle est sélectionnée pour la première fois avec les seniors du Connacht.
Méabh Deely devient internationale irlandaise au mois d'août 2022, contre le Japon. Elle inscrit un essai. Pendant l'hiver elle remporte le Championnat d'Irlande avec le Blackrock College RFC. En 2023, elle dispute son premier Tournoi des Six nations, dont elle joue tous les matchs[réf. nécessaire].
En 2023-2024, elle est appelée pour la première édition du WXV, remportée par l'Irlande[réf. nécessaire]. Elle est ensuite sélectionnée pour jouer le Celtic Challenge avec les Clovers. Puis, elle enchaine avec le Tournoi des Six nations dont elle dispute trois rencontres, en concurrence au poste d'arrière avec Lauren Delany.
Méabh Deely se blesse durant le Championnat inter-provinces irlandaises 2024 et rate le WXV.
À côté de sa carrière sportive, elle est étudiante en géoscience au Trinity College de Dublin.

## Palmarès

### En club
- Finaliste du Championnat d'Irlande en 2022.
- Vainqueur du Championnat d'Irlande en 2023.

### En équipe nationale
- Vainqueur du WXV 3 en 2023.